# Dancing Lady
Dancing Lady (bra: Amor de Dançarina) é um filme musical pre-Code estadunidense de 1933, do gênero comédia romântica, dirigido por Robert Z. Leonard, estrelado por Joan Crawford e Clark Gable, e co-estrelado por Franchot Tone, May Robson e Fred Astaire. O roteiro de Allen Rivkin e P. J. Wolfson foi baseado no romance homônimo de 1932, de James Warner Bellah. A produção teve uma música de sucesso: "Everything I Have Is Yours", de Burton Lane e Harold Adamson.
O filme apresenta a estreia cinematográfica do dançarino Fred Astaire, que aparece como ele mesmo, bem como a primeira participação creditada de Nelson Eddy, e uma aparição dos The Three Stooges – Moe Howard, Curly Howard e Larry Fine – em apoio ao líder de seu ato na época, Ted Healy, cujo papel no filme é consideravelmente maior que o deles. O humorista Robert Benchley desempenha um papel coadjuvante. Este foi o quarto dos oito filmes que Crawford e Gable co-estrelaram juntos, e o segundo dos sete que ela co-estrelou com Tone.
No filme original, Larry Fine completa um quebra-cabeça e descobre, para seu desgosto, que é de uma foto de Hitler. Isso foi removido pelo código de produção antes do filme ser lançado nos cinemas, porque eles alegaram que era um insulto a um chefe de estado estrangeiro. A cena foi restaurada para o lançamento na TV, mas não para o lançamento em vídeo.

## Elenco
- Joan Crawford como Janie "Duquesa" Barlow
- Clark Gable como Patch Gallagher
- Franchot Tone como Tod Newton
- May Robson como Dolly Todhunter
- Winnie Lightner como Rosette LaRue
- Fred Astaire como Ele mesmo
- Robert Benchley como Ward King
- Art Jarrett como Ele mesmo
- Grant Mitchell como Jasper Bradley, Sr.
- Ted Healy como Steve, assistente de Patch
- Moe Howard como Moe, ajudante de palco
- Curly Howard como Curly, ajudante de palco
- Larry Fine como Harry, um pianista
- Nelson Eddy como Ele mesmo
- Maynard Holmes como Jasper Bradley, Jr.
- Sterling Holloway como Pinky
- Gloria Foy como Vivian Warner

## Recepção
"Dancing Lady" foi um sucesso de bilheteria em seu lançamento e recebeu críticas positivas dos críticos. Mordaunt Hall, em sua crítica ao The New York Times, escreveu: "É, em sua maior parte, um evento bastante animado ... A dança de Fred Astaire e Srta. Crawford é graciosa e encantadora. Os efeitos fotográficos de suas cenas são uma conquista impressionante ... A Srta. Crawford assume seu papel com muita seriedade".

### Bilheteria
De acordo com os registros da Metro-Goldwyn-Mayer, o filme arrecadou US$ 1.490.000 nacionalmente e US$ 916.000 no exterior, totalizando US$ 2.406.000 mundialmente. O retorno lucrativo da produção foi de US$ 744.000.